# جون اندروز
جون اندروز (بالإنجليزية: John Andrews)‏ (27 سبتمبر 1978 بكورك في جمهورية أيرلندا - ) هو مدرب كرة قدم ولاعب كرة قدم أيرلندي في مركز الدفاع. لعب مع كوفنتري سيتي ونادي كورك سيتي وكوبه رامبلرز ‏ وغرانتهام تاون ‏ وHucknall Town F.C. ‏ ونادي مانسفيلد تاون وشبشيد دينامو ‏ وUngmennafélagið Afturelding ‏.

## وصلات خارجية
- جون اندروز على موقع قاعدة بيانات كرة القدم.إي يو (الإنجليزية)
- جون اندروز على موقع Soccerbase.com (لاعب) (الإنجليزية)